# Björntjärnen, Närke
Björntjärnen är en sjö i Lekebergs kommun i Närke och ingår i Norrströms huvudavrinningsområde. Sjöns area är 0,01 kvadratkilometer och den är belägen 185 meter över havet.